# De Volksvriend (Liessel)
De molen De Volksvriend is een ronde stenen molen die zich bevindt aan de Hoofdstraat te Liessel in de Nederlandse gemeente Deurne. Deze beltmolen is gebouwd in 1903 en wordt gebruikt als korenmolen.
In het najaar van 1944 werd de molen door oorlogsgeweld beschadigd. In 1946 volgde herstel; hierbij werd gebruikgemaakt van onderdelen van de onttakelde stenen beltkorenmolen uit Bergeijk. In de molen zijn 1 koppel 17der kunststenen en 1 koppel 17der blauwe stenen aanwezig; alleen het koppel met blauwe natuur stenen is maalvaardig. Een van de maalkopels heeft een pennetjeswerk.
De molen is sinds 1966 eigendom van de gemeente Deurne en is doorgaans op donderdag en op zaterdag te bezoeken.